# ريتشارد تيتموس
ريتشارد موريس تيتموس (16 أكتوبر 1907-6 أبريل 1973) كان باحثًا اجتماعيًا ومعلمًا بريطانيًا رائدًا، وحاز رتبة الإمبراطورية البريطانية وزمالة الأكاديمية البريطانية. أسس التخصص الأكاديمي للإدارة الاجتماعية (المعروف الآن في الجامعات إلى حد كبير بالسياسة الاجتماعية) وشغل منصب الرئيس المؤسس للموضوع في كلية لندن للاقتصاد.
ساهمت كتبه ومقالاته في خمسينيات القرن العشرين في تحديد خصائص دولة الرفاه الاجتماعي في بريطانيا بعد الحرب العالمية الثانية ومجتمع الرفاه العالمي، بطرق تتماثل مع مساهمات ألفا ميردال وجونار ميردال في السويد. كُرم في كرسي ريتشارد تيتموس للسياسة الاجتماعية في كلية لندن للاقتصاد، والذي يشغله حاليًا جوليان لي غراند.
لم يكن ارتباط تيتموس بعلم تحسين النسل فقط من خلال جمعية تحسين النسل البريطانية، بل امتدت علاقاته الشخصية والفكرية لتشمل مجالات أخرى.
يُكرم أيضًا من خلال محاضرة ريتشارد تيتموس التذكارية السنوية في كلية بول بايروالد للعمل الاجتماعي بالجامعة العبرية في القدس.

## المسيرة المهنية
تعلّم بشكل ذاتي، وعمل لدى شركة تأمين كبيرة كمحاسب أكتواري لمدة 16 عامًا، بينما تابع في الوقت نفسه اهتمامه بالشؤون الاجتماعية من خلال القراءة والمناقشة والكتابة. انصبّ اهتمامه الأولي على قضايا مثل التأمين والبنية العمرية للسكان والهجرة والبطالة وإعادة التسلح والسياسة الخارجية وحركة السلام. نشر في عام 1938 نشر كتاب الفقر والسكان الذي ركز على الفوارق الإقليمية بين الشمال والجنوب، وفي عام 1939، نشر كتاب مشكلة طعامنا. كان تيتموس في ذلك الوقت تقريبًا نشطًا أيضًا في جمعية تحسين النسل البريطانية.
اختير في عام 1942 لكتابة مجلد ضمن السلسلة المدنية للتاريخ الرسمي للحرب، وهو تاريخ الحرب العالمية الثانية. نُشر كتابه مشاكل السياسة الاجتماعية في عام 1950، والذي رسّخ سمعته، وضمن له منصبًا جديدًا في كلية لندن للاقتصاد. حظي خلال ذلك بدعم قوي من عالم الاجتماع تي إتش مارشال.
كان أول أستاذ للإدارة الاجتماعية في كلية لندن للاقتصاد، وأحدث تحولًا جذريًا في تدريس العمل الاجتماعي والعاملين الاجتماعيين، وأرسى السياسة الاجتماعية كمنهج أكاديمي. ساهم أيضًا في عدد من اللجان الحكومية المعنية بالخدمات الصحية والسياسة الاجتماعية. ساهم أيضًا ببعض الاستشارات في أفريقيا، بالتعاون أحيانًا مع الأستاذ بريان آبل سميث، الذي أصبح فيما بعد خليفته في منصبه.
ركزت اهتماماته بشكل خاص على قضايا العدالة الاجتماعية. عبر كتابه الأخير، وربما الأهم، علاقة العطاء، عن فلسفته الخاصة بالإيثار في السياسة الاجتماعية والصحية، وأكد، مثل الكثير من أعماله، على تفضيله لقيم الخدمة العامة على أشكال الرعاية الخاصة أو التجارية. كان الكتاب مؤثرًا وأدى إلى دراسة أنظمة بنوك الدم، وتحديدًا فيما يتعلق بالتنظيم في أسواق تبادل الدم الخاصة. دعا الرئيس نيكسون إلى دراسة كاملة لنقص التنسيق داخل النظام بعد أشهر فقط من نشر نتائج تيتموس.
تعرض لانتقادات من كينيث أرو بسبب قراءته الضعيفة إلى حد ما لبعض الكلاسيكيات الاجتماعية (رغم أنه لم يدّعِ أبدًا أنه عالم اجتماع)، مثل أعمال إميل دوركهايم. قد يعكس ذلك جزئيًا تدريبه الأكاديمي غير الكافي إلى حد ما، إلا أنه يشير أيضًا إلى نفاد صبره تجاه علم الاجتماع غير التشاركي وتفضيله (أصبح هذا سمة مميزة لتخصصه في الإدارة الاجتماعية) للانخراط في قضايا السياسة الاجتماعية المعاصرة وحتى بعض مؤسساتها الأكثر عرضة للخطأ. تعرض لانتقادات شديدة لدوره كنائب لرئيس لجنة الإعانات التكميلية الحكومية، والتي شعر بعض النقاد أنها لم تمنحه مسافة كافية. دافع في المقابل، عن محاولة جعل المؤسسات غير الكافية تعمل بشكل أفضل لصالح الفقراء حتى لو كان ارتباطه بها يلوث نقاء سمعته.
شغل منصبه منذ عام 1950، بعد فترات قصيرة في مكتب مجلس الوزراء ووحدة أبحاث الطب الاجتماعي، حتى وفاته في عام 1973.